# Stazione di Vada
Stazione di Vada vasútállomás Olaszországban, Rosignano Marittimo településen.

## Vasútvonalak
Az állomást az alábbi vasútvonalak érintik:
- Pisa–Róma-vasútvonal
- Maremmana-vasútvonal

## Kapcsolódó állomások
A vasútállomáshoz az alábbi állomások vannak a legközelebb:
- Stazione di Cecina (Pisa–Róma-vasútvonal)
- Castellina Marittima railway station (Maremmana-vasútvonal)
- Stazione di Rosignano (Pisa–Róma-vasútvonal)